# دارالسننية (المفلحي)

تعديل مصدري - تعديل

دارالسننيـة هي إحدى قرى عزلة المفلحي بمديرية المفلحي التابعة لمحافظة لحج، بلغ تعداد سكانها 325 نسمة حسب تعداد اليمن لعام 2004.